# Kokszarowka
Kokszarowka (ros. Кокшаровка) – wieś (sieło) w Rosji, w Kraju Nadmorskim, w rejonie czugujewskim. W 2010 liczyła 1161 mieszkańców.